# Kronówko
Kronówko (deutsch Klein Cronau) ist ein Ort in der polnischen Woiwodschaft Ermland-Masuren. Er gehört zur Gmina Barczewo (Stadt-und-Land-Gemeinde Wartenburg i. Ostpr.) im Powiat Olsztyński (Kreis Allenstein).

## Geographische Lage
Kronówko liegt im Westen der Woiwodschaft Ermland-Masuren, 22 Kilometer nordöstlich der Kreis- und Woiwodschaftshauptstadt Olsztyn (deutsch Allenstein).

## Geschichte
Der Gutsort Klein Cronau wurde 1785 als „königliches Vorwerk“ im Amt Wartenburg im Kreis Heilsberg mit vier Feuerstellen erwähnt. Im Jahre 1820 zählte das „Erbpächter-Vorwerk“ fünf Feuerstellen bei 44 Einwohnern. Von einer Zerstörung des Gutshauses durch einen verheerenden Brand wurde im Jahre 1832 berichtet.
Die Volkszählung am 3. Dezember 1861 erbrachte für Klein Cronau fünf Wohngebäude mit 51 Einwohnern. 1874 kam der Gutsbezirk Klein Cronau zum neu errichteten Amtsbezirk Cronau (polnisch Kronowo) im ostpreußischen Kreis Allenstein.
Die Zahl der Einwohner Klein Cronaus belief sich im Jahre 1910 auf 50. Am 30. September 1928 gab der Gutsort seine Eigenständigkeit auf und wurde in die benachbarte Landgemeinde Groß Cronau eingegliedert, die ab dem 3. Juli 1929 den Namen „Cronau“ (ohne Zusatzbezeichnung) trug.
Als 1945 in Kriegsfolge das gesamte südliche Ostpreußen an Polen fiel, wurde die Ortschaft Klein Cronau wieder verselbständigt und erhielt die polnische Namensform „Kronówko“. Heute ist der Ort in die Stadt-und-Land-Gemeinde Barczewo (Wartenburg i. Ostpr.) im Powiat Olsztyński (Kreis Allenstein) eingegliedert, von 1975 bis 1998 der Woiwodschaft Olsztyn, seither der Woiwodschaft Ermland-Masuren zugehörig.

## Kirche
Bis 1945 war Klein Cronau in die evangelische Kirche Wartenburg (Ostpreußen) (polnisch Barczewo) in der Kirchenprovinz Ostpreußen der Kirche der Altpreußischen Union, außerdem in die römisch-katholische Kirche Groß Lemkendorf (polnisch Lamkowo) eingepfarrt.
Kronówko ist heute wie ehedem katholischerseits der Kirche Lamkowo zugehörig. Evangelischerseits orientieren sich die Einwohner nach Olsztyn (Allenstein) bzw. auch nach Biskupiec (Bischofsburg), deren Kirchen zur Diözese Masuren der Evangelisch-Augsburgischen Kirche in Polen gehören.

## Verkehr
Kronówko liegt an der Woiwodschaftsstraße 595, die die Städte Jeziorany (Seeburg) und Barczewo (Wartenburg i. Ostpr.) miteinander verbindet. Eine Bahnanbindung besteht nicht.